# Donna Vekić
Donna Vekić (Osijek, 28 juni 1996) is een tennisspeelster uit Kroatië. Zij begon met tennis toen zij zes jaar oud was. Zij speelt rechtshandig en heeft een tweehandige backhand. Zij is actief in het internationale tennis sinds 2010.

## Loopbaan

### Enkelspel
In 2010 nam Vekić voor het eerst deel aan een ITF-toernooi, in haar geboorteplaats Osijek. In 2011 stond zij voor het eerst in een finale, op het ITF-toernooi van Hvar – zij verloor de eindstrijd van de Bosnische Ema Burgić. Later dat jaar, op het toernooi van Chiswick, drong zij weer tot de finale door – haar tegenstandster, de Australische Bojana Bobušić, pakte de eerste set; maar Vekić wist toch haar eerste titel eruit te slepen. De drie toernooien die zij daarna nog in 2011 speelde, zagen haar steeds in de finale; maar een tweede titel leverde dit niet op. In 2012 won zij toernooien in Bangalore en in Fergana. Tot op heden(januari 2025) won zij vijf ITF-titels, de meest recente in 2016 op het $100k-toernooi van Sharm-el-Sheikh (Egypte).
In 2012 nam Vekić deel aan het kwalificatietoernooi voor het US Open, maar zij plaatste zich niet voor het hoofdtoernooi. De week na het US Open nam Vekić voor het eerst deel aan een WTA-toernooi: het toernooi van Tasjkent – na succesvolle kwalificatie bereikte zij in het hoofdtoernooi de finale, die zij verloor van de Roemeense Irina-Camelia Begu. Met 16 jaar en 2 maanden was zij de jongste WTA-finaliste sinds Tamira Paszek (toen 15 jaar en 9 maanden) op het toernooi van Portorož in 2006.
In 2014 won Vekić haar eerste WTA-titel, op het toernooi van Kuala Lumpur. Met 17 jaar en 10 maanden was zij de eerste WTA-titelwinnares onder de achttien sinds Vania King (toen 17 jaar en 8 maanden) op het WTA-toernooi van Bangkok in 2006. In 2017 won zij het grastoernooi in Nottingham – in de finale versloeg zij thuisspeelster Johanna Konta.
In 2019 bereikte Vekić de finale van het Premier-toernooi van Sint-Petersburg 2019 – in de eindstrijd verloor zij van Kiki Bertens. In oktober 2019 kwam zij binnen in de top 20 van de wereldranglijst. Daardoor mocht zij meedoen met de WTA Elite Trophy, het B-niveau van de eindejaarskampioenschappen – ook hier viel zij ten prooi aan Bertens.
Na vier jaar droogte won Vekić haar derde enkelspeltitel, op het WTA-toernooi van Courmayeur 2021 – in de finale versloeg zij de Deense Clara Tauson.
In februari 2022 werd Vekić geopereerd aan haar knie. Deze blessure veroorzaakte dat zij op de ranglijst buiten de top 100 zakte. In oktober bereikte zij als kwalificante de finale op het WTA-toernooi van San Diego door het verslaan van vier speelsters uit de top 20, waarvan twee uit de top tien – in de eindstrijd moest zij het afleggen tegen het Poolse nummer één, Iga Świątek.
In januari 2023 bereikte Vekić ongeplaatst de kwartfinale op het Australian Open – daar werd zij uitgeschakeld door de als vijfde geplaatste Aryna Sabalenka. Op het WTA-toernooi van Monterrey 2023 bevocht zij haar vierde titel, ten koste van Française Caroline Garcia.
Op Wimbledon 2024 bereikte Vekić, weer ongeplaatst, de halve finale – daar werd zij uitgeschakeld door de als zevende geplaatste Italiaanse Jasmine Paolini. Op de Olympische spelen van Parijs won zij de zilveren medaille.
Haar hoogste notering op de WTA-ranglijst is de 17e plaats, die zij bereikte in januari 2025.

### Dubbelspel
Vekić was in het dubbelspel minder actief dan in het enkelspel. In 2010 nam zij voor het eerst deel aan een ITF-toernooi, in haar geboorteplaats Osijek. In 2011 stond zij voor het eerst in een finale, op het Belgische ITF-toernooi van Westende samen met de Britse Alexandra Walker – de dames pakten de titel, Vekić's eerste en tot op heden(januari 2025) enige. Zij continueerde haar dubbelspel in 2012 niet, en meldde zich nog nauwelijks op het WTA-circuit. Wel nam zij in 2013 deel aan het US Open, en in 2014 aan alle vier grandslamtoernooien – daarbij strandde zij steeds in de eerste ronde. Op het Australian Open 2015 won zij haar eerste grandslampartij in het dubbelspel, samen met de Amerikaanse Shelby Rogers.

### Tennis in teamverband
In de periode 2012–2022 maakte Vekić deel uit van het Kroatische Fed Cup-team – zij behaalde daar een winst/verlies-balans van 16–8.

## Posities op deWTA-ranglijst
Positie per einde seizoen:
| jaar | rang enkelspel | rang dubbelspel |
| ---- | -------------- | --------------- |
| 2011 | 392            | 1074            |
| 2012 | 118            | –               |
| 2013 | 86             | –               |
| 2014 | 84             | 650             |
| 2015 | 105            | 371             |
| 2016 | 101            | 1092            |
| 2017 | 56             | 374             |
| 2018 | 34             | 260             |
| 2019 | 19             | 224             |
| 2020 | 32             | 202             |
| 2021 | 67             | 391             |
| 2022 | 69             | 1250            |
| 2023 | 23             | 228             |
| 2024 | 19             | 945             |

## Palmares
| Legenda                 |
| ----------------------- |
| Grandslamtoernooi       |
| Olympische Spelen       |
| Year-End Championships  |
| Premier Mandatory       |
| Premier Five / WTA 1000 |
| Premier / WTA 500       |
| International / WTA 250 |
| Challenger / WTA 125    |

### WTA-finaleplaatsen enkelspel
| nr.              | finale     | toernooi            | ondergrond    | tegenstandster       | score         |         |
| ---------------- | ---------- | ------------------- | ------------- | -------------------- | ------------- | ------- |
| gewonnen finales |            |                     |               |                      |               |         |
| 1.               | 2014-04-20 | WTA Kuala Lumpur    | hardcourt     | Dominika Cibulková   | 5-7, 7-5, 7-6 | details |
| 2.               | 2017-06-18 | WTA Nottingham      | gras          | Johanna Konta        | 2-6, 7-6, 7-5 | details |
| 3.               | 2021-10-31 | WTA Courmayeur      | hardcourt (i) | Clara Tauson         | 7-6, 6-2      | details |
| 4.               | 2023-03-05 | WTA Monterrey       | hardcourt     | Caroline Garcia      | 6-4, 3-6, 7-5 | details |
| verloren finales |            |                     |               |                      |               |         |
| 01.              | 2012-09-15 | WTA Tasjkent        | hardcourt     | Irina-Camelia Begu   | 4-6, 4-6      | details |
| 02.              | 2013-06-16 | WTA Birmingham      | gras          | Daniela Hantuchová   | 6-7, 4-6      | details |
| 03.              | 2015-10-03 | WTA Tasjkent        | hardcourt     | Nao Hibino           | 2-6, 2-6      | details |
| 04.              | 2018-08-05 | WTA Washington      | hardcourt     | Svetlana Koeznetsova | 6-4, 6-7, 2-6 | details |
| 05.              | 2019-02-03 | WTA Sint-Petersburg | hardcourt (i) | Kiki Bertens         | 6-7, 4-6      | details |
| 06.              | 2019-06-16 | WTA Nottingham      | gras          | Caroline Garcia      | 6-2, 6-7, 6-7 | details |
| 07.              | 2022-10-16 | WTA San Diego       | hardcourt     | Iga Świątek          | 3-6, 6-3, 0-6 | details |
| 08.              | 2023-06-25 | WTA Berlijn         | gras          | Petra Kvitová        | 2-6, 6-7      | details |
| 09.              | 2024-06-29 | WTA Bad Homburg     | gras          | Diana Sjnajder       | 3-6, 6-2, 3-6 | details |
| 10.              | 2024-08-03 | O.S. Parijs         | gravel        | Zheng Qinwen         | 2-6, 3-6      | details |

### WTA-finaleplaatsen dubbelspel
geen

### Gewonnen ITF-toernooien enkelspel
| nr. | finale     | toernooi        | ondergrond | dotatie   | tegenstandster in finale | score         |
| --- | ---------- | --------------- | ---------- | --------- | ------------------------ | ------------- |
| 1.  | 2011-07-31 | Chiswick        | hardcourt  | $ 10.000  | Bojana Bobušić           | 3-6, 6-3, 6-3 |
| 2.  | 2012-03-24 | Bangalore       | hardcourt  | $ 25.000  | Andrea Koch Benvenuto    | 6-2, 6-4      |
| 3.  | 2012-05-20 | Fergana         | hardcourt  | $ 25.000  | Nadija Kitsjenok         | 6-2, 6-2      |
| 4.  | 2013-04-28 | Istanbul        | hardcourt  | $ 50.000  | Jelizaveta Koelitsjkova  | 6-4, 7-6      |
| 5.  | 2016-10-23 | Sharm-el-Sheikh | hardcourt  | $ 100.000 | Sara Sorribes Tormo      | 6-2, 6-7, 6-3 |

### Gewonnen ITF-toernooien dubbelspel
| nr. | finale     | toernooi | dotatie  | ondergrond | partner          | tegenstandsters in finale       | score    |
| --- | ---------- | -------- | -------- | ---------- | ---------------- | ------------------------------- | -------- |
| 1.  | 2011-08-20 | Westende | $ 10.000 | hardcourt  | Alexandra Walker | Anouk Delefortrie Deborah Kerfs | 6-4, 6-3 |

## Resultaten grandslamtoernooien
| Legenda | Legenda                          |
| ------- | -------------------------------- |
| g.t.    | geen toernooi gehouden           |
| l.c.    | lagere categorie                 |
| –       | niet deelgenomen                 |
| G       | uitgeschakeld in de groepsfase   |
| 1R      | uitgeschakeld in de eerste ronde |
| 2R      | uitgeschakeld in de tweede ronde |
| 3R      | uitgeschakeld in de derde ronde  |
| 4R      | uitgeschakeld in de vierde ronde |
| KF      | uitgeschakeld in de kwartfinale  |
| HF      | uitgeschakeld in de halve finale |
| F       | de finale verloren               |
| W       | het toernooi gewonnen            |
| w-v     | winst/verlies-balans             |

### Enkelspel
| toernooi        | 2013 | 2014 | 2015 | 2016 | 2017 | 2018 | 2019 | 2020 | 2021 | 2022 | 2023 | 2024 | 2025 |
| --------------- | ---- | ---- | ---- | ---- | ---- | ---- | ---- | ---- | ---- | ---- | ---- | ---- | ---- |
| Australian Open | 2R   | 1R   | 1R   | 1R   | 2R   | 2R   | 2R   | 3R   | 4R   | 1R   | KF   | 1R   | 4R   |
| Roland Garros   | 1R   | 1R   | 3R   | 1R   | 1R   | 2R   | 4R   | 1R   | 1R   | 2R   | 2R   | 3R   |      |
| Wimbledon       | 1R   | 2R   | –    | 1R   | 2R   | 4R   | 1R   | g.t. | 2R   | 1R   | 3R   | HF   |      |
| US Open         | 2R   | 1R   | –    | –    | 3R   | 1R   | KF   | 3R   | 1R   | 1R   | 1R   | 4R   |      |

### Vrouwendubbelspel
| toernooi        | 2013 | 2014 | 2015 | 2016 | 2017 | 2018 | 2019 |    | 2022 | 2023 | 2024 |
| --------------- | ---- | ---- | ---- | ---- | ---- | ---- | ---- | -- | ---- | ---- | ---- |
| Australian Open | –    | 1R   | 2R   | –    | –    | 2R   | 1R   | –  | 1R   | 1R   |      |
| Roland Garros   | –    | 1R   | –    | –    | 1R   | 2R   | –    | –  | –    | –    |      |
| Wimbledon       | –    | 1R   | –    | 1R   | 1R   | 1R   | –    | –  | 1R   | –    |      |
| US Open         | 1R   | 1R   | –    | –    | 1R   | –    | –    | 1R | 3R   | –    |      |

### Gemengd dubbelspel
| toernooi        | 2013 | 2014 |    | 2024 |
| --------------- | ---- | ---- | -- | ---- |
| Australian Open | –    | 1R   | –  |      |
| Roland Garros   | –    | –    | 1R |      |
| Wimbledon       | 2R   | –    |    |      |
| US Open         | –    | –    |    |      |